# François Thijssen
François Thijssen eller Frans Thijsz (død 13. oktober 1638?) var en nederlandsk søfarer og opdagelsesrejsende, der som den første europæer udforskede den australske sydkyst.
Han var kaptajn på skibet t Gulden Zeepaerdt (Den Gyldne Søhest) og i tjeneste hos VOC, det Nederlandske Ostindiske Kompagni, da det sejlede fra Kap det gode håb til Batavia i Nederlandsk Ostindien. På rejsen kom han for langt mod syd, og den 26. januar 1627 nåede han den australske kyst nær Kap Leeuwin, Australiens sydvestligste punkt.
Thijssen fortsatte mod øst og kortlagde mere end 1.500 km af Australiens sydkyst. Han kaldte landet for 't Land van Pieter Nuyts (Pieter Nuyts' land) til ære for den højest rangerede VOC medarbejder om bord. En del af Thijssens kort viser øerne St Francis og St Peter, som nu sammen med andre øer er kendt som Nuyts Arkipelag. Skibet, som var bygget i Middelburg og sejlede fra Zeeland den 22. maj 1626, nåede endeligt frem til Batavia den 10. april 1627. Thijssens observationer blev allerede i 1628 medtaget på kort over Ostindien og New Holland (Australien) lavet af VOCs kartograf Hessel Gerritsz.
Rejsen fastlagde det meste af den australske sydkyst og svækkede samtidens teorier om et stort sydligt kontinent Terra Australis. Langt senere foreslog Jean Pierre Purry i 1717-18 på basis af Thijssens opdagelser en nederlandsk koloni på den australske sydkyst. I sin bog fra 1726 Gullivers rejser henlagde Jonathan Swift Lilliput og Blefuscu til det fjerne Nuyts Arkipelag hundrede år efter deres opdagelse. Det nuværende South Australia blev da heller ikke besøgt af europæere før 165 år senere i 1792, da den franske opdagelsesrejsende Bruni d'Entrecasteaux ledte efter sin landsmand La Pérouse.
Thijssen sejlede "Gulden Zeepaerdt" tilbage til Middelburg i 1629-1630. I 1636 var han kaptajn på skibet "Valk", som sejlede fra Zeeland til Batavia. Senere forsvandt skibet nær Pulicat i det sydøstlige Indien den 13. oktober 1638, men det vides ikke med sikkerhed om François Thijssen stadig var kaptajn på skibet.